# Заріч'є (Кічменгсько-Городецький район)
Зарі́ч'є (рос. Заречье) — присілок у складі Кічменгсько-Городецького району Вологодської області, Росія. Входить до складу Городецького сільського поселення.

## Населення
Населення — 14 осіб (2010; 32 у 2002).
Національний склад (станом на 2002 рік):
- росіяни — 100 %